# إنفاذ القانون في السودان

شعار قوة الشرطة السودانية.

إنفاذ القانون في السودان هو نظام إنفاذ القانون في دولة السودان.

## تاريخ
عين الجيش البريطاني في عام 1898 نقيباً للإدارة المركزية للقيام بمهام الشرطة. كان يقود 30 ضابطاً من الجيش البريطاني وساعد في تنظيم قوات الشرطة الإقليمية. في عام 1901، قامت السلطات بتطبيق اللامركزية على الشرطة لتحسين الكفاءة. تولت الحكومة مسؤولية السيطرة الإدارية على الشرطة في عام 1908، لكن الحكام الإقليميين احتفظوا بالسيطرة العملياتية على القوات. في عام 1928، أنشأ البريطانيون قوة الشرطة السودانية تحت وزارة الداخلية. خلال فترة الاستعمار، افتقرت الشرطة إلى الموارد والقوى العاملة لنشر الضباط في جميع أنحاء السودان. بدلاً من ذلك، أعطت الحكومة زعماء القبائل سلطة الحفاظ على النظام بين شعوبهم وتجنيد عدد محدود من "الحراس" لمساعدتهم في مهام إنفاذ القانون. استمر هذا النظام الأمني المجتمعي حتى أوائل السبعينيات.
افتتحت كلية الشرطة السودانية في الخرطوم عام 1937 لتدريب جميع رجال الشرطة والإداريين في دورة تستغرق سنة أو سنتين. كان بإمكان الخريجين الانتقال بين الخدمتين في البداية، لكن بحلول عام 1948 أصبحت التدريبات متخصصة للغاية مما منع هذا الأمر. في عام 1969، أنشأت السلطات مختبراً للشرطة لتعزيز قدرات التحقيق الجنائي.
واجهت قوات الشرطة السودانية عدة تحديات خلال الفترات الاستعمارية وما بعد الاستعمار المبكرة. في 4 يونيو 1951، اجتمع مجموعة من ضباط الشرطة لمناقشة الاضطرابات العمالية الأخيرة في الخرطوم، الخرطوم بحري، وأم درمان. قام القائد البريطاني بفض الاجتماع. ثم قام ضباط الشرطة بتنظيم مظاهرة أسفرت عن فصل القادة الذين رفضوا أمر العودة إلى الثكنات. في 8-9 يونيو، وصلت سرايا من فيلق الجمال والفيلق العربي الشرقي إلى الخرطوم من الأبيض وكسلا لمنع المزيد من الاضطرابات بينما قامت قوات الدفاع السودانية بنزع سلاح الشرطة. بعد بضعة أيام، سمحت السلطات بعودة 670 ضابط شرطة إلى الخدمة ولكنها أقالت 222 آخرين. أصدرت السلطات البريطانية تقريراً في يوليو يلوم الاضطرابات على الضباط البريطانيين غير الأكفاء الذين كانوا يقودون الشرطة وعلى ظروف السكن البائسة. في أعقاب هذا التقرير، قام العمال ببناء مساكن جديدة وتجديد الثكنات القديمة.
عملت قوات الشرطة السودانية والجيش معًا من عام 1965 إلى عام 1969 لتهدئة الاضطرابات الناتجة عن التمرد في الأقاليم الجنوبية. بحلول عام 1970، شملت مقرات قوات الشرطة السودانية الإدارة، الهجرة، الجنسية، الشؤون العامة، التدريب، وإدارة الأمن. كانت هذه الأقسام موجودة أيضًا على المستوى الإقليمي. كان لكل قوة شرطة إقليمية حوالي 2000 ضابط. قامت الخرطوم بتعديل قيادة وإدارة قوات الشرطة السودانية بشكل متكرر.
قبل عام 1977، كانت النساء يخدمن في الشرطة بعد تعلم المهام الإدارية الأساسية والعمل على القضايا الجنائية التي تشمل النساء كشهود أو متهمات. في عام 1977، أكملت أربع نساء الدورة التدريبية التي استمرت عامين في كلية الشرطة السودانية وأصبحن أول نساء ينضممن إلى صفوف الشرطة. خدمت عدد محدود من النساء في قوات الشرطة السودانية وعملن عمومًا في الأقسام الإدارية، وفي قضايا جنوح الأحداث، أو القضايا الجنائية التي تشمل شهود أو متهمات سودانيات.
كانت الشرطة ترفع تقاريرها إلى وزير الداخلية حتى عام 1979، عندما تم إلغاء هذا المنصب وأصبح وزراء مختلفون مسؤولين عن مجالات مختلفة من عمل الشرطة. ومع ذلك، تبين أن هذا الترتيب غير عملي، فقانون الشرطة لعام 1979 أسس قيادة موحدة حيث كان رئيس القوة يرفع تقاريره إلى الرئيس. بعد الإطاحة بالرئيس جعفر نميري في عام 1985، تم إعادة منصب وزير الداخلية، وأصبح المدير العام للشرطة مسؤولاً أمام الوزير.
تم تنظيم المقر الرئيسي للشرطة في الخرطوم إلى عدة أقسام، مثل الإدارة، التدريب، والشؤون الأمنية، وكان كل قسم منها يقوده لواء شرطة. شملت العناصر التشغيلية الرئيسية شرطة المرور وشرطة مكافحة الشغب. جلب تشريع عام 1979 وحدات شرطة متخصصة، مثل وحدة لسكك حديد السودان، تحت سلطة قوات الشرطة السودانية. حافظ مقر الخرطوم على الاتصال والتعاون مع منظمة الشرطة الجنائية الدولية (الإنتربول) والوكالات المعنية بمكافحة تهريب المخدرات الدولي.
توسعت قوات الشرطة السودانية من حوالي 7.500 ضابط وجندي في عام 1956 إلى حوالي 18.000 في عام 1970 وإلى 30.000 بحلول عام 2005.

## منظمات الشرطة
اعتباراً من عام 2010، تم تقسيم الأمن الداخلي بين مجموعة من المنظمات، بما في ذلك قوات الشرطة المتحدة، قوات الشرطة الشعبية، قوات الدفاع الشعبي، وحرس استخبارات الحدود.

### قوات الشرطة المتحدة
قوات الشرطة المتحدة كان لديها حوالي 30.000 فرد مسؤولين عن الدفاع المدني، التحقيقات الجنائية، الهجرة والجمارك، مراقبة الجوازات، مراقبة المرور، وحماية الحياة البرية. كانت أقسام الشرطة تعمل عادة ضمن قيادات الولايات. كان مفوضو الشرطة في الولايات يرفعون تقاريرهم إلى المدير العام للشرطة في الخرطوم، الذي كان يجيب إلى وزير الداخلية. تضمنت قائمة المعدات لدى قوات الشرطة المتحدة 40 مركبة قتال مدرعة من طراز فهد، 20 مركبة قتال مدرعة من طراز بانارد M3، و30 ناقلة جنود مدرعة. كانت قابلية تشغيل هذه المركبات غير معروفة. بشكل عام، لم تقم قوات الشرطة المتحدة بنشر أعداد كبيرة من الضباط في جنوب السودان. بعد عام 2004، تم نشر عدد غير معروف من أفراد قوات الشرطة المتحدة في دارفور. اتهم دعاة حقوق الإنسان قوات الشرطة المتحدة بارتكاب مجموعة من الفظائع ضد حقوق الإنسان.

### قوات الشرطة الشعبية
قوات الشرطة الشعبية، التي أُنشئت في عام 1989، كان يُقدر عدد أعضائها بما لا يقل عن 35.000 عضو، وكانوا نظريًا تحت إشراف المدير العام للشرطة، لكنها عملت كميليشيا مسيسة تسعى لفرض "المعايير الأخلاقية" بين السكان المسلمين في البلاد. كان لديها سجل سيء في حقوق الإنسان. تم حلها من قبل الحكومة الانتقالية بعد الثورة السودانية.

## مراقبة الحدود
افتقرت السودان إلى قوة حرس حدود حقيقية. كانت قوات الشرطة المتحدة مسؤولة عن مراقبة الجوازات، الهجرة، والجمارك في نقاط العبور الحدودية، على الرغم من أن القوات المسلحة السودانية وقوات الدفاع الشعبي قد تقوم أيضًا بمهام مراقبة الحدود. ومع ذلك، كان هناك حرس استخبارات الحدود الذي يعمل خارج سلسلة القيادة للقوات المسلحة السودانية؛ وكان يرفع تقاريره مباشرة إلى ضباط الاستخبارات العسكرية للقوات المسلحة السودانية في منطقة العمليات. كان حرس استخبارات الحدود نشطًا خلال الحرب الأهلية في الجنوب. في عامي 2002-2003، قام الحرس بتجنيد مصادر في دارفور لجمع المعلومات عن الظروف السياسية والعسكرية. اتهم بعض المراقبين الحرس بتجنيد أفراد لميليشيات الجنجويد.

## التدريب
وجد أحد الباحثين عدم توفر معلومات عن التدريب في عهد البشير، لكن سابقًا كان ضباط الشرطة المتدربين عادة ما يتلقون سنتين من التدريب في كلية الشرطة السودانية بالقرب من الخرطوم. كانت المؤسسة توفر تعليمًا نظريًا وعمليًا وتعمل كمدرسة تدريب للعسكريين الذين يتطلبون مهارات الشرطة في مهامهم. بالإضافة إلى تدريب المجندين، كانت الكلية تقدم دورات في القانون الجنائي، مهام الشرطة العامة، البصمات، العمل الكتابي، التصوير الفوتوغرافي، واستخدام الأسلحة الصغيرة. كان المجندون المجندين عادة يخضعون لأربعة أشهر من التدريب في مقار الولايات.

## العلاقات المجتمعية وحقوق الإنسان
الشرطة الولاية كانت تتمتع تقليديًا بعلاقات طيبة مع المجتمعات المحلية، ولكن في الخرطوم، وربما في أماكن أخرى أيضًا، كانت معاملة الشرطة للأشخاص المعتقلين قد تكون قاسية. خلال الثمانينات وأوائل الألفية الجديدة، كانت حملات النظام العام في الخرطوم تؤدي في كثير من الأحيان إلى اعتقالات جماعية لآلاف الأشخاص، الذين كانوا بعد ذلك يُتهمون بالبيع غير القانوني في الشوارع أو التسكع. في المناطق الحضرية، كانت الشرطة تعتدي على اللاجئين، خاصة الجنوبيين، بسرقتهم أو ضربهم بسبب مخالفات طفيفة. كما كانت الشرطة تنفذ الجلد على خلفيات شرب الكحول أو انتهاكات حظر التجول. نادرًا ما كان لدى اللاجئين حق اللجوء إلى النظام القانوني عند تعرضهم لهجمات من الشرطة. نتيجة جزئية لمثل هذه الأفعال، كسبت سمعة سيئة في معاملتها للسجناء.